# Anticlea insignis
Anticlea insignis là một loài bướm đêm trong họ Geometridae.